# سیارک ۷۱۴۳
سیارک ۷۱۴۳ (به انگلیسی: 7143 Haramura، نامگذاری:1995WU41) هفت هزار و صد و چهل و سومین سیارک کشف شده‌است که در ۱۷ نوامبر ۱۹۹۵ کشف شد.
قدر مطلق سیارک برابر ۱۱٫۸۰ است.